# Понти-Алта-ду-Норти
Понти-Алта-ду-Норти (порт. Ponte Alta do Norte)  —  муниципалитет в Бразилии, входит в штат Санта-Катарина. Составная часть мезорегиона Серрана. Входит в экономико-статистический  микрорегион Куритибанус. Население составляет 3668 человек на 2006 год. Занимает площадь 400,972 км². Плотность населения — 9,1 чел./км².

## Статистика
- Валовой внутренний продукт на 2003 составляет 72.936.283,00 реалов (данные: Бразильский институт географии и статистики).
- Валовой внутренний продукт на душу населения на 2003 составляет 21.061,59 реалов (данные: Бразильский институт географии и статистики).
- Индекс развития человеческого потенциала на 2000 составляет 0,752 (данные: Программа развития ООН).